# Provinz Nor Lípez
Nor Lípez ist eine Provinz im südwestlichen Teil des Departamento Potosí im südamerikanischen Andenstaat Bolivien.

## Lage

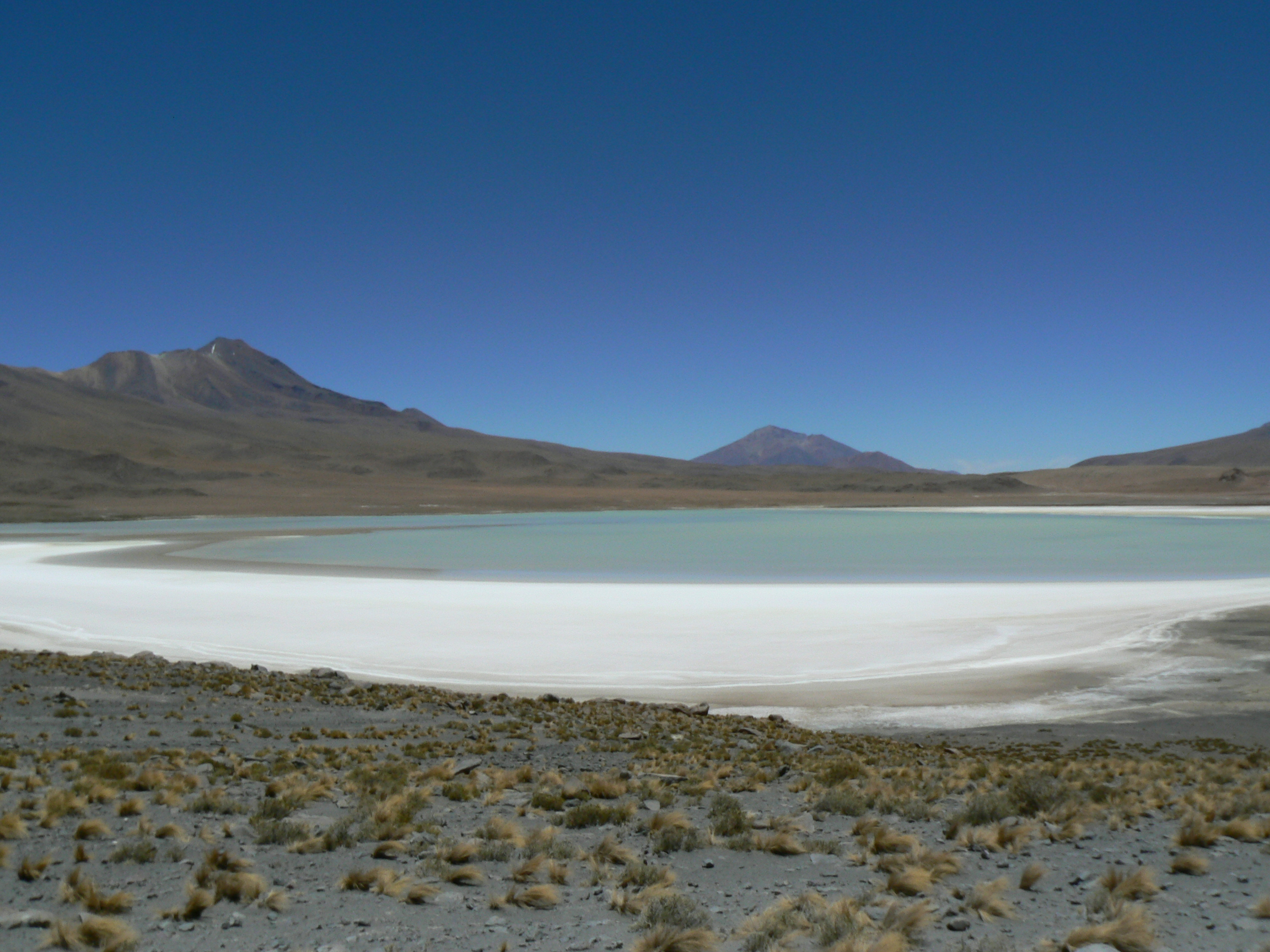
Salzsee Laguna Hedionda

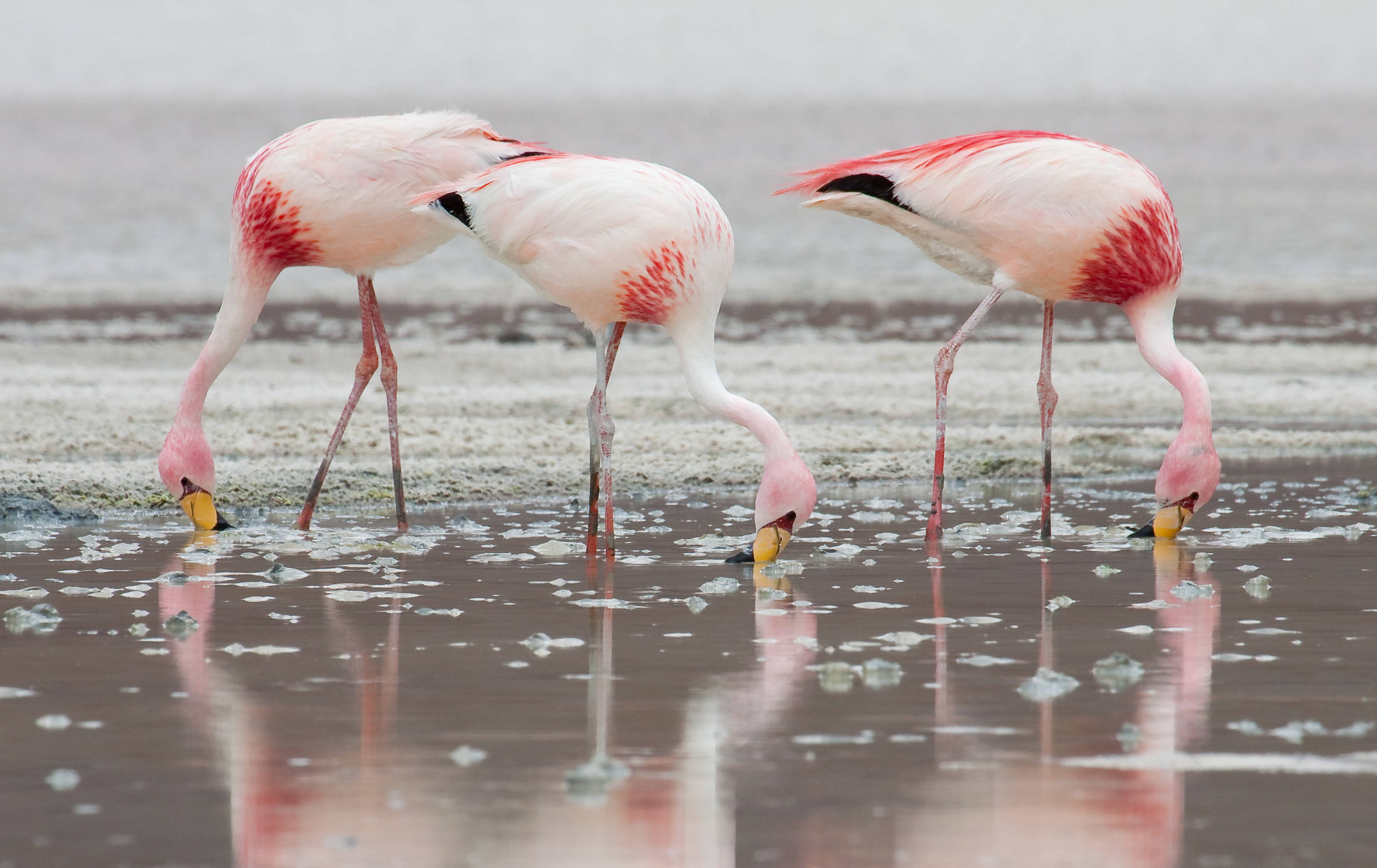
Flamingos am Laguna Hedionda

Die Provinz Nor Lípez ist eine von sechzehn Provinzen im Departamento Potosí. Sie grenzt im Norden an die Provinz Daniel Campos, im Westen an die Republik Chile, im Süden an die Provinz Enrique Baldivieso und die Provinz Sur Lípez, im Osten an die Provinz Sur Chichas, im Nordosten an die Provinz Antonio Quijarro, und ganz im Norden an das Departamento Oruro. Die Provinz erstreckt sich über etwa 270 Kilometer in Ost-West-Richtung und 210 Kilometer in Nord-Süd-Richtung.

## Bevölkerung
Die Einwohnerzahl der Provinz Nor Lípez ist in den vergangenen drei Jahrzehnten um etwa zwei Viertel angestiegen:
| Jahr | Einwohner | Quelle       |
| ---- | --------- | ------------ |
| 1992 | 8 320     | Volkszählung |
| 2001 | 10 460    | Volkszählung |
| 2012 | 14 057    | Volkszählung |
| 2024 | 14 241    | Volkszählung |

Die Hauptstadt der Provinz ist Colcha „K“. Wichtigste Idiome der Provinz mit je 89 Prozent sind zu gleichen Teilen Quechua und Spanisch.
96 Prozent der Bevölkerung haben keinen Zugang zu Elektrizität, 93 Prozent leben ohne sanitäre Einrichtungen. 61 Prozent der Bevölkerung arbeiten in der Landwirtschaft, 9 Prozent im Bergbau, 2 Prozent in der Industrie, 28 Prozent im Bereich Dienstleistungen. 90 Prozent der Bevölkerung sind katholisch, 6 Prozent evangelisch.

## Wirtschaft
1996 wurden im Umfeld der Gemeinde San Cristóbal im Municipio Colcha „K“ große Silbervorkommen entdeckt. Die Regierung Banzer (1997–2002) schuf die rechtlichen Voraussetzungen für die Erschließung des Geländes und siedelte die Gemeinde um. Im August 2007 wurde der Tagebau  „San Cristóbal“ (spanisch Minera San Cristóbal) eröffnet, der mit einer Jahresförderung von 525 Tonnen Silber, 225.000 Tonnen Zink und 82.000 Tonnen Blei das weltweit drittgrößte Silber- und fünftgrößte Zinkbergwerk ist. Die Rohtagesförderung beträgt 40.000 t.
Der Tagebau wird von der Stadt Punutuma aus mit Energie versorgt. Für den Abtransport der Erzkonzentrate wurde 2007 eine 65 Kilometer lange Stichbahn gebaut, die den Tagebau mit dem chilenischen Hafen Mejillones verbindet. Im November 2008 wurde der Tagebau von Apex Silver Mines Ltd an die japanische Sumitomogruppe verkauft. Er hatte zu diesem Zeitpunkt eine geplante Restlaufzeit von weiteren 16 Jahren.

## Gliederung
Die Provinz untergliedert sich gemäß der letzten Volkszählung von 2024 in die folgenden beiden Verwaltungsbezirke (bolivianisch „Municipios“):
- 05-0901 Municipio Colcha „K“ – 12.638 Einwohner
- 05-0902 Municipio San Pedro de Quemes – 1.603 Einwohner

## Ortschaften in der Provinz Nor Lípez
- Municipio Colcha „K“
  - San Cristóbal 1754 Einw. – Colcha „K“ 1221 Einw. – San Cristóbal 1214 Einw. – Río Grande 861 Einw. – Pozo Cavado 860 Einw. – Culpina K 674 Einw. – Calcha „K“ 671 Einw. – Soniquera 485 Einw. – San Juan de Rosario 480 Einw. – Copacabana 420 Einw. – Vinto K 414 Einw. – Vila Vila 398 Einw. – Villa Mar 339 Einw. – Cocani 288 Einw. – Santiago K 270 Einw. – Santiago de Agencha 243 Einw. – Llipi 201 Einw. – Santiago de Chuvica 168 Einw. – Mañica 164 Einw. – Pampa Grande 137 Einw. – Villa Candelaria 125 Einw. – Llavica de Agencha 116 Einw. – Atulcha 112 Einw. – Chuvica 92 Einw. – Ramaditas 87 Einw. – Agua Quiza 87 Einw. – Julaca 66 Einw.

- Municipio San Pedro de Quemes
  - San Pedro de Quemes 555 Einw. – Pajancha 60 Einw. – Avaroa 48 Einw. – Chiguana 21 Einw.